# Cidariophanes stellaris
Cidariophanes stellaris är en fjärilsart som beskrevs av W. Warren 1905. Cidariophanes stellaris ingår i släktet Cidariophanes och familjen mätare. Inga underarter finns listade i Catalogue of Life.